# FW BCe 2/4
Die BCe 2/4 1–3 der Frauenfeld-Wil-Bahn (FW) waren meterspurige vierachsige Elektrotriebwagen mit Zweit- und Drittklassabteil und zwei angetriebenen Achsen. 1953/54 wurde jedes der beiden Drehgestelle mit einem weiteren Fahrmotor ergänzt, womit sie zu den BCe 4/4 1–3 wurden. Mit der Abschaffung des Dreiklassensystems wurden die Triebwagen zu ABe 4/4 1–3 umbezeichnet. 1969 führte die Frauenfeld-Wil-Bahn das Einklassensystem ein und bezeichnete die Fahrzeuge als Be 4/4 201–203.
Die Triebwagen durchliefen mehrere Modernisierungen und bewältigten bis 1969 praktisch den gesamten Personenverkehr der Frauenfeld-Wil-Bahn.

## BCe 2/4
Für die Aufnahme des elektrischen Betriebes 1921 beschaffte die Frauenfeld-Wil-Bahn die drei Triebwagen BCe 2/4 und eine Lokomotive Ge 4/4. Der elektrische Teil stammte von der Maschinenfabrik Oerlikon (MFO), der mechanische von der Schweizerischen Wagons- und Aufzügefabrik Schlieren (SWS). Die Triebwagen wiesen zwei Triebmotoren mit einer Stundenleistung von je 90 PS (66 kW) auf, die über Getriebe mit der Übersetzung 1 : 5,06 auf beide Drehgestelle verteilten Triebachsen wirkten. Die BCe 2/4 hatten entsprechend die Achsfolge (1 A) (A 1). In der Wagenmitte befand sich das Zweitklassabteil mit 6 Sitzplätzen, davor und dahinter war je ein Drittklassabteil mit 11 beziehungsweise 17 Sitzplätzen vorhanden. Auch die dritte Klasse verfügte über eine 2+1-Sitzordnung. Die drei Fahrzeuge waren mit einem marronbraunen Anstrich versehen.
1936 erfolgte ein erster grösserer Umbau. Die Triebwagen erhielten neue Stufenkontroller, neue Schneeräumer und einen zweiten Pantografen, um die Stromabnahme bei Nebel und Schnee zu verbessern. Die Montage eines Druckluftkompressors ermöglichte den Einbau von Druckluftpfeifen. Die Getriebe wurden durch solche mit dem Übersetzungsverhältnis 1 : 4,5 ersetzt, um die Höchstgeschwindigkeit von 40 auf 50 km/h zu erhöhen. 1938 erfolgte der Einbau von neuen Peyinghaus-Achslagern.

## ABe 4/4

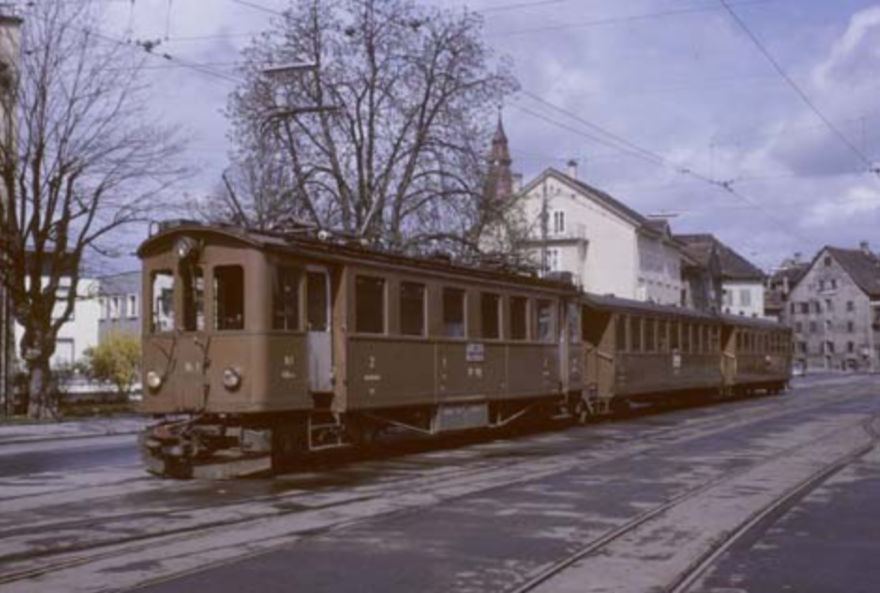
ABe 4/4 2 der Frauenfeld-Wil-Bahn mit zwei Personenwagen in Frauenfeld Stadt

1953/54 erhielten die Triebwagen vier neue Fahrmotoren mit neuen Getrieben. Sie wurden nun als BCe 4/4 bzw. ABe 4/4 bezeichnet und erreichen seither eine Höchstgeschwindigkeit von 55 km/h. Die Wagonsfabrik Schlieren (SWS) zog die Seitenwandbleche der Wagenkasten herunter und ersetzte die Holztüren durch solche aus Aluminium.
Bei der Kollision vom 23. Juni 1955 stiess der BCe 4/4 2 bei Wil frontal mit der Ge 4/4 7 zusammen. Beide Fahrzeuge wurden wieder aufgebaut.
1959 wurden die Stromabnehmer auf der Seite Wil durch solche mit Doppelwippen ersetzt, die von den Städtischen Verkehrsbetrieben Bern stammten. 1967 verlegte die FW die Anfahr- und Bremswiderstände vom Untergestell auf das Dach, um sie vor Schnee und Spritzwasser zu schützen. Gleichzeitig wurden die Stromabnehmer auf der Seite Frauenfeld entfernt. 1968 erhielten die ABe 4/4 einen roten statt des bisherigen braunen Anstrichs.
Am 31. März 1969 kollidierte der ABe 4/4 2 zwischen der Weberei Matzingen und Murkart frontal mit der Ge 4/4 7, die einen Dienstzug beförderte. Beide Triebfahrzeuge erlitten Totalschaden und wurden abgebrochen. 

## Be 4/4

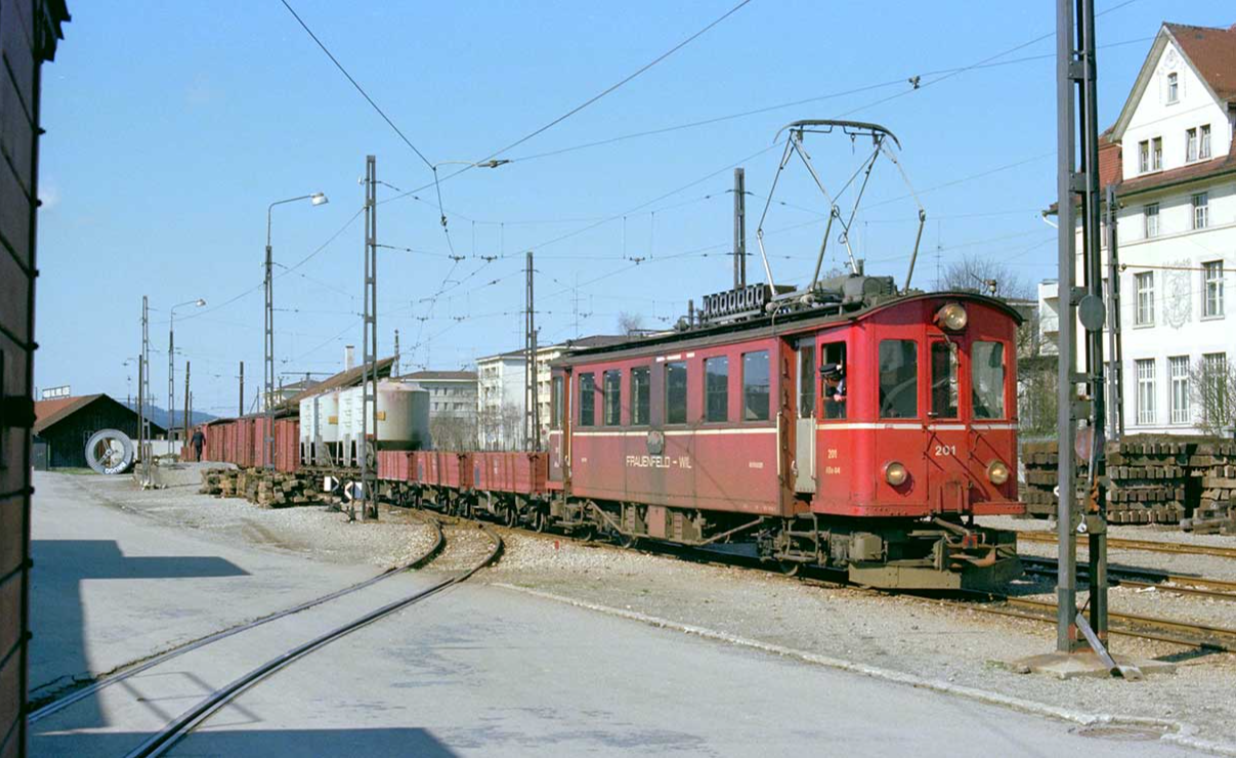
Ab 1970 wurden die Be 4/4 vorwiegend im Güterverkehr eingesetzt.

Nachdem die Frauenfeld-Wil-Bahn das Einklassensystem einführte, wurde das Erstklassabteil in einen Apparateraum umgewandelt und die beiden Triebwagen als 
Be 4/4 201 und 203 bezeichnet. Das Raucherabteil wurde zur Unterbringung von Material, das dem Rollbockbetrieb diente, umgebaut. Seither waren die Be 4/4 nur noch selten im Personenzugdienst anzutreffen und wurden zur Beförderung von Rollbockzügen eingesetzt.
Der Güterverkehr beanspruchte die Triebwagen sehr. Nummer 203 wurde 1985 ausrangiert und abgebrochen. Der Be 4/4 201 wurde auf das 100-Jahr-Jubiläum der Frauenfeld-Wil-Bahn hin aufgearbeitet und erhielt den alten braunen Anstrich. Er ist erhalten geblieben, im Besitz des Vereins Freunde Schweizer Schmalspurbahnen und befindet sich in Solothurn.

## Anhängelasten
| Streckenabschnitt           | BCe 2/4 | (A)Be 4/4 |
| --------------------------- | ------- | --------- |
| Frauenfeld–Frauenfeld Stadt | 20 t    | 30 t      |
| Frauenfeld Stadt–Wängi      | 55 t    | 100 t     |
| Wängi–Wil                   | 35 t    | 70 t      |

## Ge 4/4 7

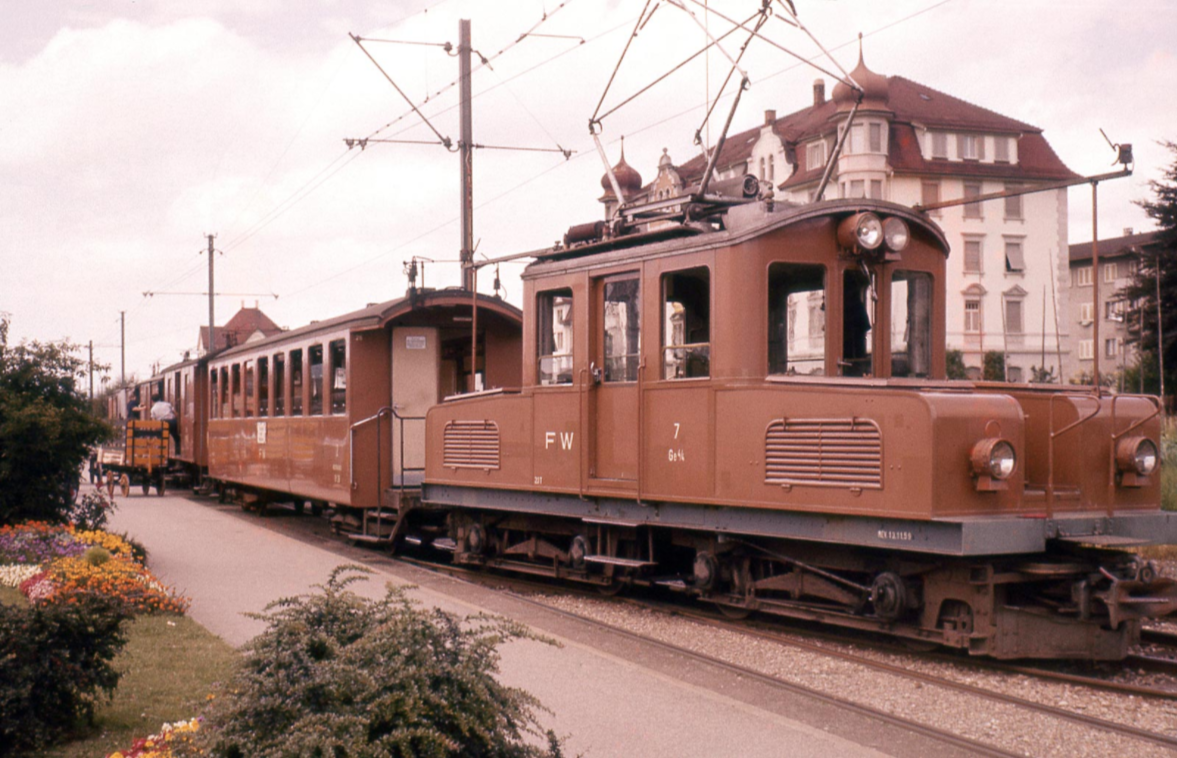
Lokomotive Ge 4/4 7

Um den Güterverkehr auf der Bahn rationell bewältigen zu können, wurde nebst den drei Triebwagen BCe 2/4 die Güterzuglokomotive Ge 4/4 7 beschafft. Weil sie auch als Reserve für den Personenzugeinsatz vorgesehen war und Güterzüge mit Personenbeförderung befördern sollte, wurden Stirnwandtüren eingebaut. Technisch entsprach die Lokomotive weitgehend den Triebwagen. Bereits bei der Ablieferung wiesen die vier Triebmotoren eine Leistung von je 90 PS auf. 1926 wurde die Dachrutenkupplung installiert, womit die Lokomotive vollwertig im Personenzugverkehr eingesetzt werden konnte.
Nach der Frontalkollision am  31. März 1969 musste die Ge 4/4 abgebrochen werden.